# Horst Szymaniak
Horst Szymaniak, né le 29 août 1934 à Oer-Erkenschwick et mort le 9 octobre 2009 à Melle, est un footballeur allemand.

## Biographie
Il a joué au cours de sa carrière entre l'Allemagne et l'Italie au SpVgg Erkenschwick, Wuppertaler SV, Karlsruher SC, Calcio Catania, Inter Milan, Varese FC et SV Tasmania, dans ce dernier club il a disputé l'unique saison de ce club dans la Bundesliga lors de la saison 1965-1966. Ensuite Szymaniak a terminé sa carrière en Suisse (FC Biel-Bienne) et aux États-Unis (Chicago Spurs).
Par ailleurs, il a été sélectionné à 43 reprises en équipe nationale d'Allemagne de l'Ouest entre 1956 et 1966 avec laquelle il a disputé la coupe du monde 1958 et coupe du monde 1962, cependant il ne fut pas retenu lors de la coupe du monde 1966. En Suède 1958, il était élu dans « l'équipe du tournoi » par les journalistes européens et sud-américains.
Il fut sélectionné en 1957 par le jury du Ballon d'or où il a atteint la 20e place, puis en 1958 (8e), 1959 (10e), 1960 (9e) et 1961 (17e).
Horst Szymaniak était l'un des derniers « gueules noires » (mineurs-footballeurs) ouest-allemands de haut niveau. Dans les années 1980, il s'appauvrit, tomba malade et a dû travailler comme chauffeur routier.